# Nils Christer Leijonhufvud
Nils Christer Leijonhufvud, född 1673, död i augusti 1708, var en svensk friherre, militär och bruksägare.
Han var son till landshövding Abraham Leijonhufvud (1627–1676) och Catharina Sparre (1588–1652) samt bror till överstelöjtnant Abraham Leijonhufvud (1663-1702) och major Erik Leijonhufvud (1672–1700).
Leijonhufvud blev menig soldat vid livgardet 1689 och sergeant där 1691. Han degraderaderads till menig 1693 men blev åter sergeant 1694 och fänrik vid livgardet 1695. Han blev livdrabant och korpral vid livdrabantkåren 1700. Som militär medverkade han vid Narva, Klissov, Duna, Poltusk och Punitz.
Han flydde från Sverige 1693 på grund av en duell, men kunde återvända efter att han fick fri lejd 1694. Vid arvskiftet efter föräldrarna 1685 tilldelades han Frösvidal bruk som han 1694 arrenderade ut till Olof Månsson och Johan Olofsson Norijn (1651–1695) och 1695 återgick egendomen till Abraham Leijonhufvuds arvingar som 1696 sålde bruket till överkommissarie Johan Norijn.